# Daniel Theorin
Bo Daniel Theorin (Härnösand, 4 agosto 1983) è un ex calciatore svedese, di ruolo difensore.

## Carriera

### Club
Theorin giocò nel GIF Sundsvall, che poi lo cedette in prestito al Selånger. Vestì poi le maglie di Timrå e Friska Viljor. Nel 2005 passò ai norvegesi del Lyn Oslo, per cui debuttò nella Tippeligaen il 24 aprile, subentrando a Tommy Berntsen nel pareggio casalingo per 1-1 contro lo Start. Il 30 luglio segnò la prima rete in campionato, sancendo il successo per 1-0 sul Lillestrøm.
Terminata questa esperienza, tornò in patria per giocare nel Malmö. Esordì in squadra, nella Allsvenskan, il 7 aprile 2007, sostituendo Jimmy Dixon nel pareggio per 1-1 contro l'Elfsborg. Giocò poi in prestito al Landskrona BolS.
In seguito, fu ceduto a titolo definitivo al Gefle, per cui giocò il primo match il 26 luglio 2008, quando fu titolare nella sconfitta per 1-0 contro il Göteborg. Segnò la prima rete in campionato il 9 aprile 2011, su calcio di rigore, nella vittoria per 2-0 sul Norrköping.
Dal 2012 al 2014 ha militato nell'Hammarby in seconda serie svedese, vincendo il campionato al suo ultimo anno di permanenza in biancoverde. Terminato il contratto, è diventato free agent.
Il 12 gennaio 2015 ha firmato per il Frej. Si è ritirato al termine del campionato 2016.